# Florennes
Florennes là một đô thị trong tỉnh Namur. Tại thời điểm ngày 1 tháng 1 năm 2006 Florennes có dân số 10.754 người. Tổng diện tích là 133,55 km² với mật độ dân số là 81 người trên mỗi km².
Florennes có sân bay quân sự của không quân Bỉ.
Các cu rơ Firmin Lambot, thắng giải Tour de France năm 1919 và 1922 và  Léon Scieur, thắng giải năm 1921, sinh ra ở Florennes.